# 4월 14일
4월 14일은 그레고리력으로 104번째(윤년일 경우 105번째) 날에 해당한다.

## 사건
- 1205년 - 아드리아노플 전투, 십자군과 불가리아군간의 전투.
- 1865년 - 미국, 존 윌크스 부스가 미국 대통령 에이브러햄 링컨을 암살하다.
- 1894년 - 미국, 토머스 에디슨이 영사기 발명을 발표.
- 1912년 - 영국, RMS 타이타닉호가 뉴펀들랜드 해역에서 부류빙산(浮流氷山)과 충돌(오후 11시 40분)하여 이튿날 침몰하다.
- 1915년 - 오스만 투르크가 아르메니아를 침공하다.
- 1948년 - 일본, 재일 한국인과 일본 공산당이 1948년 4월 14일부터 4월 26일까지 오사카부와 효고현에서 벌인 민족교육투쟁이다(→한신교육투쟁).
- 1962년 - 프랑스, 조르주 퐁피두가 프랑스 총리직에 오르다.
- 1979년 - 함백탄광 폭발 사고 발생.
- 2000년 - 대한민국, 연쇄살인 사건을 일으켰던 정두영이 경찰에 체포되다.
- 2002년 - 베네수엘라 대통령 우고 차베스가 쿠데타로 쫓겨난 지 이틀 만에 대통령직에 복귀하다.
- 2003년 - 이라크 전쟁: 마지막 주요 도시인 티크리트(ar)가 함락되다.
- 2005년 - 제3차 북한인권결의안이 제61차 유엔 인권위원회를 통과하다.
- 2006년 - 차드 정부, 수단 정부를 반군의 배후 세력으로 비난하며 외교 관계 단절을 선언하다.
- 2010년 -
  - 중화인민공화국 칭하이성 위수 티베트족 자치주 위수현에서 진도 7.1의 지진이 일어나 2,700여 명이 사망했다.
  - 아이슬란드 남부 에이야프얄라요쿨에서 화산이 분화했다.
- 2012년 -
  - 아일랜드, 노동당 100주년 기념 집회가 열린 가운데, 정부의 긴축 정책에 반대하는 시민들이 삼색기를 씌운 관을 들고 시위를 벌이다.
  - 미국, 중서부에 토네이도가 상륙해 오클라호마에 우박이 내리다.
  - 북한, 미사일 광명성 3호의 잔해를 찾기 위해 한국 전함이 황해 탐사에 나서다.
  - 미국, 러시아, 중국 등의 세계 열강이 이란과의 핵 프로그램 관련 회담을 실시하다.
- 2013년 - 베네수엘라, 니콜라스 마두로가 대통령으로 당선되다.
- 2014년 - 나이지리아 보르노주 치복에서 여중생 276여 명이 납치되다.
- 2015년 - 일본 히로시마현 히로시마 공항에서 아시아나항공 A320 여객기가 활주로 이탈 사고로 23명이 부상을 입었지만 사망자는 없었다.

## 문화
- 1885년 - 조선, 제중원 설립.
- 1956년 - 미국, 비디오 테이프가 시카고에서 처음 선보이다.
- 1958년 - 소비에트 연방, 인공위성 스푸트니크 2호가 162일간의 임무를 마치다.
- 1978년 - 대한민국, 세종문화회관이 개관했다.
- 1980년 - 동양방송 여의도 본사 개관.
- 1981년 - 미국, 우주 왕복선 콜롬비아호가 첫 비행 임무를 마치고 무사히 귀환하다.
- 1983년 - 대한민국, 제1회 천하 장사 씨름 대회가 열렸다.
- 1985년 - KBS 라디오 문학관 첫방송.
- 1996년 - 롯데 자이언츠 김응국이 한국 프로야구 최초 내추럴 사이클링 히트를 기록하였다.
- 2003년 - 인간 게놈 프로젝트 - 99.99%의 정확도로 인간 유전자 해독을 99% 완료하다.
- 2008년 - 미국 메이저 리그 야구 내셔널 리그 소속 샌디에이고 파드리스의 투수 그레그 매덕스가 로스앤젤레스 다저스를 상대로 승리를 기록, 통산 349승에 성공하였다. 매덕스가 350승을 기록할 경우, 이는 메이저 리그 역사상 9번째에 해당된다.
- 2009년 - 미국, 마이크로소프트가 윈도우 XP의 메인스트림 지원을 종료하였으며, 이와 동시에 마이크로소프트 오피스 2003의 메인스트림 지원을 종료했다.
- 2011년 - 프랑스, 국립도서관에 보관 중인 외규장각 1차분이 인천국제공항을 통해 대한민국 국립중앙박물관으로 옮겨졌다.
- 2015년 - GTA5의 윈도우 버전이 출시되었다.

## 탄생
- 1629년 - 네덜란드의 수학자 크리스티안 하위헌스. (~1695년)
- 1741년 - 일본의 제116대 천황 모모조노 천황. (~1762년)
- 1769년 - 프랑스의 장군 바르텔레미 카트린 주베르. (~1799년)
- 1862년 - 러시아의 정치인 표트르 스톨리핀. (~1911년)
- 1866년 - 미국의 교육자이자 헬렌 켈러의 선생님이었던 앤 설리번. (~1936년)
- 1886년 - 미국의 심리학자 에드워드 톨먼. (~1959년)
- 1889년 - 영국의 역사학자 아널드 J. 토인비. (~1975년)
- 1905년 - 대한민국의 독립운동가 김산. (~1938년)
- 1917년 - 대한민국의 정치인 김숙현. (~2003년)
- 1918년 - 대한민국의 언론인 김상기. (~2011년)
- 1920년 - 대한민국의 무용가 한영숙. (~1989년)
- 1926년 - 조선민주주의인민공화국의 전 축구 선수, 현 축구 감독 명례현.
- 1930년 - 미국의 배우, 작가 브래드퍼드 딜먼. (~2018년)
- 1932년 - 미국의 음악가 로레타 린. (~2022년)
- 1934년
  - 미국의 문학평론가 프레드릭 제임슨. (~2024년)
  - 체코의 영화배우 요세프 소므르. (~2022년)
- 1936년 - 인도의 추기경 이반 디아스. (~2017년)
- 1938년 - 대한민국의 언론인 이현구.
- 1940년 - 리히텐슈타인의 대공부인 브히니츠와 테타우 백작부인 마리 킨스키. (~2021년)
- 1941년
  - 미국의 배우 줄리 크리스티.
  - 미국의 야구 선수, 야구 감독 피트 로즈. (~2024년)
- 1944년
  - 대한민국의 외교관, 정치인 정의용.
  - 베트남의 제10대 주석, 정치인 응우옌푸쫑. (~2024년)
- 1945년
  - 영국의 기타리스트 리치 블랙모어.
  - 대한민국의 정치인 문희상.
- 1946년 - 대한민국의 야구 선수 김인식.
- 1951년 - 대한민국의 교수, 시인, 소설가, 수필가 마광수. (~2017년)
- 1953년 - 홍콩의 영화 감독 쩡즈웨이.
- 1955년 - 대한민국의 성우 최연식. (~2018년)
- 1956년 - 미국의 소프라노 가수 바바라 보니.
- 1957년 - 캐나다의 배우 로데어 블루토.
- 1958년
  - 스코틀랜드의 배우, 영화 감독 피터 카팔디.
  - 일본의 배우 사쿠라다 준코.
- 1961년
  - 대한민국의 행정학자, 대학 교수 김태윤.
  - 영국의 배우 로버트 칼라일.
- 1963년 - 대한민국의 정치인 송영길.
- 1964년 - 대한민국의 배우 허준호.
- 1965년 - 일본의 프로그래머 마츠모토 유키히로.
- 1966년 - 미국의 야구 선수 그레그 매덕스.
- 1967년 - 대한민국의 전 야구 선수, 현 야구 코치 장광호.
- 1968년 - 일본의 전 야구 선수, 현 야구 코치 하세베 유타카.
- 1969년
  - 대한민국의 기자 고희경.
  - 일본의 전 야구 선수, 현 야구 코치 하세베 유타카.
  - 미국의 영화 감독, 영화 각본가 제임스 그레이.
- 1970년 - 일본의 가수 쿠도 시즈카.
- 1972년
  - 대한민국의 만화가 이우영. (~2023년)
  - 대한민국의 배우 조승연.
- 1973년
  - 대한민국의 전 아나운서 윤지영.
  - 미국의 배우 에이드리언 브로디.
  - 아르헨티나의 전 축구 선수 로베르토 아얄라.
- 1974년
  - 대한민국의 만화가 고필헌.
  - 독일의 배우 라우라 통케.
- 1975년
  - 브라질의 종합격투기 선수 안데르송 시우바.
  - 미국의 가수, 프로레슬링 선수 에이미 듀마.
- 1976년 - 대한민국의 성우 전영수.
- 1977년 - 미국의 배우 세라 미셸 겔러.
- 1978년 - 대한민국의 배우 임지규.
- 1979년
  - 대한민국의 정치인 신한호.
  - 대한민국의 가수 이호석.
- 1980년
  - 대한민국의 전직 스타크래프트 프로게이머 임정호.
  - 대한민국의 기상캐스터 이나영.
  - 윈 버틀러.
- 1981년
  - 대한민국의 배우 서도영.
  - 일본의 정치인 고이즈미 신지로.
  - 대한민국의 야구 선수 장준관.
- 1982년 - 러시아의 사회운동가 일다르 다딘. (~2024년)
- 1983년
  - 스코틀랜드의 축구 선수 제임스 맥패든.
  - 대한민국의 전 야구 선수 손호광.
- 1984년
  - 대한민국의 성우 이현.
  - 캐나다의 쇼트트랙 선수 샤를 아믈랭.
  - 아르헨티나의 전 축구 선수 왈테르 몬티요.
  - 일본의 스모 선수 하루마후지 고헤이.
- 1985년
  - 대한민국의 가수 정수연.
  - 우크라이나의 사격 선수 올레나 코스테비치.
- 1986년 - 대한민국의 배구 선수 황동일.
- 1987년
  - 대한민국의 배우 하은진.
  - 대한민국의 희극인 이정수.
- 1988년 - 대한민국의 축구 선수 김신욱.
- 1989년
  - 일본의 가수 ELISA.
  - 대한민국의 발레리나 권세현.
- 1990년
  - 대한민국의 가수 정윤혜 (레인보우).
  - 이탈리아의 쇼트트랙 선수 아리안나 폰타나.
- 1991년 - 대한민국의 배우 김용지.
- 1992년
  - 대한민국의 래퍼 제임스 안.
  - 대한민국의 가수 보은.
  - 대한민국의 미스코리아 한지은.
- 1993년
  - 덴마크의 모델 요세피네 스크리베르.
  - 미국의 싱어송라이터 로제스.
  - 일본의 배우 아키야마 유즈키.
- 1994년
  - 독일의 축구 선수 멜라니 로이폴츠.
  - 대한민국의 작곡가, 기타연주가 김리다.
- 1995년 - 대한민국의 배드민턴 선수 이민지.
- 1996년
  - 대한민국의 배우, 가수 신지원.
  - 미국의 배우 애비게일 브레슬린.
- 1997년
  - 일본의 축구 선수 나가누마 요이치.
  - 핀란드의 유도 선수 마르티 푸말라이넨.
- 1998년
  - 대한민국의 리그 오브 레전드 프로게이머 모글리.
  - 대한민국의 야구 선수 오석주.
- 1999년 - 대한민국의 야구 선수 김민.
- 2000년
  - 대한민국의 배우 문상민.
  - 대한민국의 야구 선수 김도환.
  - 일본의 탁구 선수 히라노 미우.
  - 이탈리아의 태권도 선수 시모네 알레시오.
- 2001년 - 대한민국의 축구 선수 박규현.
- 2002년 - 대한민국의 가수 윤예준.
- 2003년 - 대한민국의 배구 선수 정윤주.
- 2004년 - 대한민국의 가수 윤.
- 2006년 - 대한민국의 배우 김민서.
- 2008년 - 대한민국의 학생 ZETA 고은비.
- 2012년 - 대한민국의 아역 배우 송민재.
- 2014년 - 대한민국의 배우 김시우

### 미상
- 대한민국의 가수 김슬옹.
- 대한민국의 성우 김광국.

## 사망
- 1132년 - 키예프 대공국의 대공 므스티슬라프 1세. (1076년~)
- 1759년 - 독일 태생 바로크 시대 영국의 작곡가 게오르크 프리드리히 헨델. (1685년~)
- 1874년 - 미국의 정치인 헨리 툴 클라크. (1808년~)
- 1935년
  - 독일의 수학자 에미 뇌터. (1882년~)
  - 미국의 야구인 독 마틴. (1887년~)
- 1944년 - 구 소련의 군인 니콜라이 바투틴. (1901년~)
- 1950년 - 캐나다, 미국의 사교계 명사 프랜시스 포드 시모어. (1908년~)
- 1963년 - 독일의 단거리 육상 선수 아르투어 요나트. (1909년~)
- 1964년 - 미국의 해양생물학자이자 작가 레이철 카슨. (1907년~)
- 1975년 - 미국의 배우 프레드릭 마치. (1897년~)
- 1978년 - 미국의 야구인 조 고든. (1915년~)
- 1980년 - 이탈리아의 작가, 언론인 잔니 로다리. (1920년~)
- 1992년 - 영국의 타이타닉호 침몰 사고 생존자 버트럼 딘. (1910년~)
- 2001년 - 일본의 가수 미나미 하루오. (1923년~)
- 2009년 - 대한민국의 교육자, 정치인 이인근. (1924년~)
- 2012년
  - 이탈리아의 축구 선수 피에르마리오 모로시니. (1986년~)
  - 대한민국의 축구 선수 이경환. (1988년~)
- 2013년 - 영국의 지휘자 콜린 데이비스. (1927년~)
- 2018년 - 대한민국의 가수 타니. (1997년~)
- 2019년 - 스웨덴의 배우 비비 안데르손. (1935년~)
- 2021년
  - 미국의 금융기관단체인 버나드 메이도프. (1938년~)
  - 터키의 정치인 이을드름 아크불루트. (1935년~)
- 2022년 - 대한민국의 정치인 임방현. (1930년~)
- 2024년 - 대한민국의 배우, 영화 시나리오 각본가, 극작가, 연출가, 대학 교수 전세권. (1939년~)
- 2025년
  - 미국의 영화배우 소피 니와이더. (2000년~)
  - 말레이시아의 제5대 총리 압둘라 아맛 바다위. (1939년~)
  - 대한민국의 소설가 서정인. (1936년~)
  - 대한민국의 기업인 이용태. (1933년~)

## 기념일
- 블랙데이: 대한민국
- 세계 양자의 날 (World Quantum Day)
- 다카야마 봄축제(高山祭): 기후현, 일본

## 같이 보기
- 전날: 4월 13일 다음날: 4월 15일 - 전달: 3월 14일 다음달: 5월 14일
- 음력: 4월 14일
- 모두 보기